# Денисов, Григорий Тихонович
Григорий Тихонович Денисов (1915 — 1984) — советский работник сельского хозяйства, комбайнёр, Герой Социалистического Труда.

## Биография
Родился 23 февраля 1915 года в станице Хомутовская Области войска Донского, ныне Кагальницкого района Ростовской области, в многодетной крестьянской семье.
В 16 лет стал комбайнером в учебно-опытном совхозе № 2 Кагальницкого района. С 1938 года служил в Красной армии, участник Великой Отечественной войны. В апреле 1943 года был шофером хозяйственного взвода управления 311-го гвардейского миномётного полка Брянского фронта, рядовой красноармеец. В 1944 году вступил в ВКП(б)/КПСС. В феврале 1945 года — шофер транспортной машины 311-го гвардейского миномётного полка 1-го Белорусского фронта, сержант. Дошёл до Берлина.
Демобилизовавшись из Красной армии, вернулся в родной колхоз, поднимал разрушенное войной хозяйство. Затем стал комбайнером Злодейской машинно-тракторной станции Кагальницкого района Ростовской области. По итогам социалистического соревнования в 1950 году был признан лучшим комбайнером области. В 1951 году намолотил комбайном «Сталинец-6» с убранной площади за 25 рабочих дней 8054 центнера зерновых и масличных культур.
Кроме производственной, занимался общественной деятельностью — избирался депутатом сельского совета и общественным инспектором по торговле.
После упразднения МТС работал механиком, управляющим отделения № 4 совхоза «Ростовский» Кагальницкого района. В 1970-х годах вышел на пенсию.
Умер 5 апреля 1984 года. В зале Трудовой славы совхоза «Ростовский» находится бюст Героя.

## Награды
- Указом Президиума Верховного Совета СССР от 24 июля 1952 года за достижение высоких показателей на уборке и обмолоте зерновых и масличных культур в 1951 году Денисову Григорию Тихоновичу присвоено звание Героя Социалистического Труда с вручением ордена Ленина и золотой медали «Серп и Молот».
- За боевые подвиги награждён орденом Красной Звезды (11.03.1945), медалями «За отвагу» (27.07.1944) и «За боевые заслуги» (24.04.1943).
- Также награждён вторым орденом Ленина (1949), орденом Трудового Красного Знамени, медалью «За трудовую доблесть» и другими.